# Upplands runinskrifter 493
Upplands runinskrifter 493 är ett försvunnet vikingatida runstensfragment i Brunnby, Östuna socken och Knivsta kommun. Fragmentets inskrift är en nonsensinskrift, det vill säga den har ingen språklig innebörd. Stenen har varit inmurad i en spismur.

## Inskriften
Translitterering av runraden:
[× ktl + srua-telsa : ritae...anisibuþin]
Normalisering till runsvenska:
... ... ...
Översättning till nusvenska:
...